# Cyornis poliogenys
El papamoscas de Brooks (Cyornis poliogenys) es una especie de ave paseriforme de la familia Muscicapidae propia del este del subcontinente indio.

## Distribución y hábitat
Es un pájaro pequeño de pico recto y puntiagudo. El macho tiene las partes superiores de color gris azulado, el pecho de color canela, la garganta blanquecina y el vientre blanco. En cambio la hembra tiene las partes superiores de tonos pados.
Se encuentra en el Himalaya oriental y sus estribaciones del noreste del subcontinente indio, los Ghats orientales, además de las regiones aledañas; distribuido por Bangladés, el este de la India, Nepal, Bután, Birmania, el sudoeste de China. Su hábitat natural son los bosques húmedos tropicales y zonas de matorral.